# Lonchoptera apicalis
Espèce
Synonymes
- Musidora apicalis Okada, 1935[2]

Lonchoptera apicalis est une espèce de diptères de la famille des Lonchopteridae.

## Systématique
L'espèce Lonchoptera apicalis a été initialement décrite en 1935 par l'entomologiste japonais Ichiji Okada (d) (1909–1999) sous le protonyme de Musidora apicalis.

## Description
Lonchoptera apicalis mesure environ 3,5 mm de longueur.

## Publication originale
- (de) Ichiji Okada, « Ueber die Gattung Musidora Meigen (Musidoridae) (Neue und Wenig Bekannte Dipteren aus Japan 3) », Insecta Matsumurana, 北大, vol. 10, nos 1-2,‎ novembre 1935, p. 34-41 (ISSN 0020-1804 et 0020-1804, OCLC 1753180, lire en ligne).